# Pêro de Alenquer

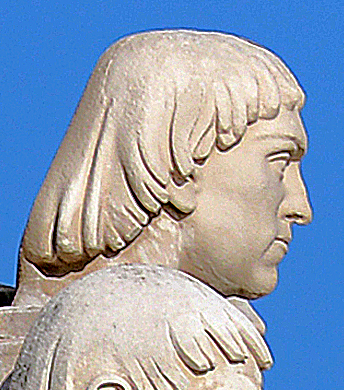
Pêro de Alenquer på Upptäckarnas monument i Lissabon.

Pêro de Alenquer var en portugisisk upptäcktsresande som tjänstgjorde som lots på Bartolomeo Diaz expedition som kringseglade Godahoppsudden 1487-1488 och på Vasco da Gamas flaggskepp São Gabriel vid dennes första färd till indien 1497-1499.